# 1962年の東映フライヤーズ
1962年の東映フライヤーズでは、1962年の東映フライヤーズにおける動向をまとめる。
この年の東映フライヤーズは、水原茂監督の2年目のシーズンである。

## 概要
この年から駒澤野球場に代わって明治神宮野球場が本拠地となったが、水原監督2年目のチームは開幕から土橋正幸と久保田治の投手二枚看板が好調で、懸案であった二遊間には新人の青野修三と岩下光一が定着。同じく新人の安藤元博と前年途中入団の尾崎行雄も先発ローテーションに加わるなど、若手の活躍が目立った。
主力打者の山本八郎は水原監督との確執もあり、不調だったが、前年から引き続き好調の吉田勝豊と西園寺昭夫、不動の切り込み隊長・毒島章一、同じく不動の4番・張本勲で形成された打線の破壊力もあって、開幕から首位を走り、7月終了時点で2位に上がってきた阪急に15ゲーム差をつける独走状態だった。
しかし、8月に前半の最下位からチームを立て直した鶴岡一人監督率いる南海が猛反撃。あわや首位転落かと思われたが、最後は前半戦の貯金で逃げ切って球団創設以来17年目で初優勝を達成。主砲の張本は二年連続の首位打者こそ逃したが、チームに大きく貢献し、4年目でMVPも受賞するなど、東映の看板選手に成長した。
日本シリーズは水原監督の巨人時代の恩師である藤本定義監督率いる阪神との対戦となったが、敵地の阪神甲子園球場で連敗する。しかし、第3戦を引き分けた後、第4戦以降を4連勝。大川博オーナーの悲願である初優勝&日本一が実現した。

## チーム成績

### レギュラーシーズン
| 1 | 右 | 毒島章一   |
| 2 | 二 | 青野修三   |
| 3 | 中 | 吉田勝豊   |
| 4 | 左 | 張本勲     |
| 5 | 一 | 山本八郎   |
| 6 | 三 | 西園寺昭夫 |
| 7 | 遊 | 山本久夫   |
| 8 | 捕 | 安藤順三   |
| 9 | 投 | 富永格郎   |

| 順位 | 4月終了時 | 4月終了時 | 5月終了時 | 5月終了時 | 6月終了時 | 6月終了時 | 7月終了時 | 7月終了時 | 8月終了時 | 8月終了時 | 最終成績 | 最終成績 |
| ---- | --------- | --------- | --------- | --------- | --------- | --------- | --------- | --------- | --------- | --------- | -------- | -------- |
| 1位  | 東映      | --        | 東映      | --        | 東映      | --        | 東映      | --        | 東映      | --        | 東映     | --       |
| 2位  | 西鉄      | 4.5       | 大毎      | 6.0       | 大毎      | 9.5       | 阪急      | 15.0      | 南海      | 10.5      | 南海     | 5.0      |
| 3位  | 阪急      | 6.5       | 阪急      | 6.0       | 阪急      | 12.5      | 大毎      | 16.0      | 阪急      | 13.0      | 西鉄     | 16.0     |
| 4位  | 大毎      | 6.5       | 西鉄      | 9.0       | 近鉄      | 14.0      | 南海      | 17.0      | 西鉄      | 14.0      | 阪急     | 18.0     |
| 5位  | 近鉄      | 8.5       | 近鉄      | 11.5      | 西鉄      | 14.5      | 近鉄      | 19.5      | 大毎      | 17.5      | 大毎     | 18.0     |
| 6位  | 南海      | 10.0      | 南海      | 15.5      | 南海      | 18.5      | 西鉄      | 19.5      | 近鉄      | 20.0      | 近鉄     | 21.0     |

| 順位 | 球団               | 勝 | 敗 | 分 | 勝率 | 差   |
| 1位  | 東映フライヤーズ   | 78 | 52 | 3  | .600 | 優勝 |
| 2位  | 南海ホークス       | 73 | 57 | 3  | .562 | 5.0  |
| 3位  | 西鉄ライオンズ     | 62 | 68 | 6  | .477 | 16.0 |
| 4位  | 毎日大映オリオンズ | 60 | 70 | 2  | .462 | 18.0 |
| 4位  | 阪急ブレーブス     | 60 | 70 | 1  | .462 | 18.0 |
| 6位  | 近鉄バファローズ   | 57 | 73 | 1  | .438 | 21.0 |

### 日本シリーズ
| 日付                             | 試合   | ビジター球団（先攻） | スコア | ホーム球団（後攻） | 開催球場       |
| -------------------------------- | ------ | -------------------- | ------ | ------------------ | -------------- |
| 10月13日（土）                   | 第1戦  | 東映フライヤーズ     | 5 - 6x | 阪神タイガース     | 阪神甲子園球場 |
| 10月14日（日）                   | 第2戦  | 東映フライヤーズ     | 0 - 5  | 阪神タイガース     | 阪神甲子園球場 |
| 10月15日（月）                   | 移動日 | 移動日               | 移動日 | 移動日             | 移動日         |
| 10月16日（火）                   | 第3戦  | 阪神タイガース       | 2 - 2  | 東映フライヤーズ   | 明治神宮野球場 |
| 10月17日（水）                   | 第4戦  | 阪神タイガース       | 1 - 3  | 東映フライヤーズ   | 明治神宮野球場 |
| 10月18日（木）                   | 第5戦  | 阪神タイガース       | 4 - 6x | 東映フライヤーズ   | 後楽園球場     |
| 10月19日（金）                   | 移動日 | 移動日               | 移動日 | 移動日             | 移動日         |
| 10月20日（土）                   | 第6戦  | 東映フライヤーズ     | 7 - 4  | 阪神タイガース     | 阪神甲子園球場 |
| 10月21日（日）                   | 第7戦  | 東映フライヤーズ     | 2 - 1  | 阪神タイガース     | 阪神甲子園球場 |
| 優勝：東映フライヤーズ（初優勝） |        |                      |        |                    |                |

## オールスターゲーム1962
- 選出選手及びスタッフ

| ポジション | 名前     | 選出回数 |
| ---------- | -------- | -------- |
| 監督       | 水原茂   |          |
| 投手       | 尾崎行雄 | 初       |
| 投手       | 土橋正幸 | 5        |
| 投手       | 久保田治 | 2        |
| 捕手       | 安藤順三 | 2        |
| 外野手     | 張本勲   | 3        |
| 外野手     | 吉田勝豊 | 2        |
| 外野手     | 毒島章一 | 6        |

- 太字はファン投票による選出。

## できごと
- 9月30日 - マジック対象チームだった2位の南海ホークスが藤井寺球場で対近鉄バファローズとのダブルヘッダー第1試合を4対5で落としたことにより、球団創設初のリーグ優勝をした[4]。
  - なお東映はこの日、当時の監督・水原茂を胴上げした際に彼が着ているユニフォームから[5]、ビジターゲームでリーグ優勝を決めている[6]。
- 10月21日 - 阪神タイガースと向かえた日本シリーズ・第7戦（阪神甲子園球場）を2対1で勝利したことにより、球団創設初の日本一となった[7]。

## 表彰選手
| リーグ・リーダー | リーグ・リーダー | リーグ・リーダー | リーグ・リーダー |
| 選手名           | タイトル         | 成績             | 回数             |
| ---------------- | ---------------- | ---------------- | ---------------- |
| 張本勲           | 最優秀選手       |                  | 初受賞           |
| 張本勲           | 最高出塁率       | .440             | （新設）         |
| 尾崎行雄         | 新人王           |                  |                  |
| 久保田治         | 最優秀防御率     | 2.12             | 初受賞           |

| ベストナイン | ベストナイン | ベストナイン |
| 選手名       | ポジション   | 回数         |
| ------------ | ------------ | ------------ |
| 張本勲       | 外野手       | 3年連続3度目 |
| 吉田勝豊     | 外野手       | 初受賞       |

## 映画『東映優勝 背番号100』
この年の10月12日、1961年シーズンから優勝までを記録したニュースフィルムをまとめた映画『東映優勝 背番号100』（製作：朝日テレビニュース社、配給：東映）が公開された。

映画タイトルの「背番号100」は当時の球団オーナー・大川博が祝勝会で着用したユニフォームの背番号からとされる。なお、100番は日本ハムファイターズとなった後も球団オーナーの大社義規が継承し、ファイターズの日本一達成時にそのユニフォームを着用する予定だったが、一度も日本一になれないまま、現在の北海道日本ハムファイターズとなった後の2005年4月に逝去した。2009年に大社の野球殿堂入りを記念し、2月1日、球団初の永久欠番に制定された。
この映画は後年、CSの映画専門チャンネルである東映チャンネルで放映されたほか、Amazon Primeの"JUNK FILM by TOEI"でも配信されている。